# Storm (groupe allemand)
 (janvier 2023).
Storm est un duo de producteurs de musique Dance/Trance originaire d'Allemagne qui fit sa renommée à la fin des années 1990. Le duo était composé de Markus Löffel et Rolf Ellmer et était également connu sous les pseudonymes Dance 2 Trance, Jam & Spoon and Tokyo Ghetto Pussy.
En 1998, ils sortent leur plus gros succès, le single "Storm". En 2000, suivra un autre succès avec le single "Storm Animal".
La même année, ils sortent l'album Stormjunkie comprenant le single "Time to Burn".